# Hans Georg Meyer (Amtmann)
Hans Georg Meyer (* 1. März 1674 in Basel-St. Johann; † 26. Oktober 1731 in Breitenbach am Herzberg) war ein deutscher Hofmeister und Amtmann.

## Familie
Meyer war der Sohn des Bildnismalers in Basel Hans Caspar Meyer (1648–1685) und dessen Ehefrau Ursula geborene Werthemann (* 8. Juli 1651 in Basel; begraben in Breitenbach am Herzberg am 7. März 1728). Die Mutter war Autorin eines Erbauungsbuches und Tochter des Baseler Pastetenbäckers Martin Werthemann.
Meyer, der evangelisch-reformiert war, heiratete am 16. April 1712 in Kassel Helena Sophia Berisch (getauft am 12. September 1694 in Kassel; begraben in Herzberg am 22. September 1740). Aus der Ehe gingen 8 Söhne und eine Tochter hervor.

## Leben
Seit 1692 studierte er an der Universität Basel und wurde 1694 Magister. 1699 erfolgte seine theologische Disputation. Später beendete er seine kirchliche Laufbahn und wurde Ephorus (Hofmeister) der jungen Söhne des Herrn Freiherr von Döringenberg in Hessen. 1704 lebte er in Halle, 1706 in Basel. Er war Erzieher beim Grafen von Lippe-Schaumburg. 1717 erhielt er für sich, seine Frau und ihre Kinder das Basler Bürgerrecht.
Zwischen 1712 und 1731 war er Amtmann im Gericht Breitenbach der Familie von Dörnberg.